# Zeta Hydrae
Zeta Hydrae (ζ Hya) – gwiazda w gwiazdozbiorze Hydry. Jest odległa od Słońca o około 167 lat świetlnych.

## Charakterystyka
Jest to żółty, jasny olbrzym należący do typu widmowego G tworzący jedno z „oczu” Hydry. Gwiazda ta ma temperaturę 4820 K, niższą niż temperatura fotosfery Słońca. Świeci 138 razy jaśniej niż Słońce, ma 16 razy większy promień i trzy razy większą masę. Jej widoczna powierzchnia przejawia szybką oscylację, trwającą 6–10 godzin. Zaczęła życie na ciągu głównym 397 milionów lat temu, jako błękitna gwiazda typu widmowego B. Obecnie w jej jądrze trwa synteza helu w węgiel i tlen, która potrwa jeszcze około 36 milionów lat, zanim gwiazda zmieni się w mirydę, po czym odrzuci otoczkę, kończąc życie jako biały karzeł.